# Campionati europei di atletica leggera indoor 2023 - 3000 metri piani femminili
La gara dei 3000 metri piani femminili ai campionati europei di atletica leggera indoor di Istanbul 2023 si è svolta il 2 e il 3 marzo 2023 presso l'Ataköy Athletics Arena.

## Podio
| Pos.    | Atleta                  | Nazionalità   |
| ------- | ----------------------- | ------------- |
| Oro     | Hanna Klein             | Germania      |
| Argento | Konstanze Klosterhalfen | Germania      |
| Bronzo  | Melissa Courtney-Bryant | Gran Bretagna |

## Record
| Record                | Record         | Record  | Record               | Record          |
| --------------------- | -------------- | ------- | -------------------- | --------------- |
| Record mondiale       | Genzebe Dibaba | 8'16"60 | Stoccolma, Svezia    | 6 febbraio 2014 |
| Record europeo        | Laura Muir     | 8'26"41 | Karlsruhe, Germania  | 4 febbraio 2017 |
| Record dei campionati | Laura Muir     | 8'30"61 | Glasgow, Regno Unito | 1º marzo 2019   |

## Programma
| Data    | Ora   | Turno    |
| ------- | ----- | -------- |
| 2 marzo | 20:30 | Batterie |
| 3 marzo | 20:18 | Finale   |

## Risultati

### Batterie
Si qualificano alla finale le prime sei atlete di ogni batteria (Q) e le ulteriori tre atlete più veloci (q).
| Pos. | Batt. | Nome                    | Nazionalità   | Tempo   | Note                                     |
| ---- | ----- | ----------------------- | ------------- | ------- | ---------------------------------------- |
| 1    | 1     | Konstanze Klosterhalfen | Germania      | 8'53"50 | Q                                        |
| 2    | 1     | Camilla Richardsson     | Finlandia     | 8'53"60 | Q                                        |
| 3    | 1     | Hannah Nuttall          | Gran Bretagna | 8'53"72 | Q                                        |
| 4    | 1     | Ludovica Cavalli        | Italia        | 8'54"40 | Q                                        |
| 5    | 1     | Maruša Mišmaš Zrimšek   | Slovenia      | 8'56"71 | Q                                        |
| 6    | 1     | Marta Pérez             | Spagna        | 8'56"82 | Q                                        |
| 7    | 2     | Hanna Klein             | Germania      | 8'59"28 | Q                                        |
| 8    | 2     | Nadia Battocletti       | Italia        | 8'59"65 | Q                                        |
| 9    | 2     | Maureen Koster          | Paesi Bassi   | 9'00"33 | Q                                        |
| 10   | 2     | Melissa Courtney-Bryant | Gran Bretagna | 9'00"40 | Q                                        |
| 11   | 2     | Agate Caune             | Lettonia      | 9'01"33 | Q                                        |
| 12   | 2     | Yasemin Can             | Turchia       | 9'01"34 | Q                                        |
| 13   | 1     | Emine Hatun Mechaal     | Turchia       | 9'03"03 | q                                        |
| 14   | 2     | Marta García            | Spagna        | 9'06"14 | q                                        |
| 15   | 1     | Mariana Machado         | Portogallo    | 9'07"78 | q                                        |
| 16   | 2     | Leila Hadji             | Francia       | 9'12"53 |                                          |
| 17   | 1     | Nanna Bové              | Danimarca     | 9'13"65 |                                          |
| 18   | 2     | Micol Majori            | Italia        | 9'16"40 | Miglior prestazione personale stagionale |
| 19   | 2     | Lilla Böhm              | Ungheria      | 9'18"93 | Miglior prestazione personale            |
| 20   | 2     | Anastasia Marinakou     | Grecia        | 9'22"35 |                                          |
| 21   | 1     | Ine Bakken              | Norvegia      | 9'25"12 | Miglior prestazione personale            |
| 22   | 2     | Gresa Bakraçi           | Kosovo        | 9'36"96 | Record nazionale                         |
| -    | 1     | Sara Christiansson      | Svezia        | dnf     |                                          |

### Finale[2]
| Pos.    | Nome                    | Nazionalità   | Tempo   | Note                                            |
| ------- | ----------------------- | ------------- | ------- | ----------------------------------------------- |
| Oro     | Hanna Klein             | Germania      | 8'35"87 | Miglior prestazione personale                   |
| Argento | Konstanze Klosterhalfen | Germania      | 8'36"50 |                                                 |
| Bronzo  | Melissa Courtney-Bryant | Gran Bretagna | 8'41"19 |                                                 |
| 4       | Nadia Battocletti       | Italia        | 8'44"96 | Miglior prestazione personale stagionale        |
| 5       | Hanna Nuttall           | Gran Bretagna | 8'46"30 | Miglior prestazione personale                   |
| 6       | Maureen Koster          | Paesi Bassi   | 8'47"17 | Miglior prestazione personale stagionale        |
| 7       | Marta Pérez             | Spagna        | 8'49"19 |                                                 |
| 8       | Maruša Mišmaš Zrimšek   | Slovenia      | 8'49"98 |                                                 |
| 9       | Ludovica Cavalli        | Italia        | 8'53"97 |                                                 |
| 10      | Marta García            | Spagna        | 8'54"92 |                                                 |
| 11      | Agate Caune             | Lettonia      | 8'56"88 | Miglior prestazione europea stagionale under 20 |
| 12      | Camilla Richardsson     | Finlandia     | 8'57"13 |                                                 |
| 13      | Emine Hatun Mechaal     | Turchia       | 9'22"12 |                                                 |
| -       | Yasemin Can             | Turchia       | dnf     |                                                 |
| -       | Mariana Machado         | Portogallo    | dnf     |                                                 |